# نواب مرشدآباد
نواب بهادر مرشدآباد (بنگالی: মুর্শিদাবাদের নবাব বাহাদুর) که به صورت ساده‌تر به نام نواب مرشدآباد شناخته می‌شدند، یک عنوان موروثی در بنگال است که هم ردیف مقام اشرافی در غرب بود. این افراد اولاد بلافصل نواب سابق بنگال، حکمرانان واقعی بنگال، بودند که اموال و مایملک آنها را به ارث بردند. اولین فردی که این عنوان را تصاحب کرد، حسن علی میرزا بود، بعد از مرگ وارث علی میرزا در سال ۱۹۶۹، این عنوان بلاتکلیف ماند و بعد منسوخ گردید. در ماه اوت ۲۰۱۴، دیوان عالی هند حکم صادر کرد که عباسعلی میرزا، برادر زادهٔ وارث علی میرزا، جانشین مشروع نواب مرشدآباد است.